# String Fever
String Fever er det andet musikalbum fra det danske rockband Electric Guitars. Albummet udkom 2. februar 2015 i Danmark på pladeselskabet Target Records, og efterfulgte debutalbummet Electric Guitars fra 2013.

## Historie
Albummet blev indspillet i Medley Studios på Vesterbrogade i København. Det blevet udgivet på cd, vinyl og download. Til efteråret 2015 vil bandet udgive albummet i resten af verden.
Første single fra albummet var sangen "The Thinner The Eyebrow The Crazier The Woman", som udkom digitalt med tilhørende musikvideo den 9. januar 2015.
Releasefesten for String Fever fandt sted 28. januar 2015 på Zeppelin Bar i København.

## Personel

### Band
- Mika Vandborg: Vokal, elektrisk guitar og slide guitar
- Søren Andersen: Vokal, elektrisk guitar og akustisk guitar
- Peter Kjøbsted: Bas og backing vokal
- Morten Hellborn: Trommer, percussion og backing vokal

## Sporliste
1. String Fever
2. White Flag
3. Running Out Of Time
4. Let It Rock
5. Girlfriend
6. Day Off
7. She Wants My Guitar
8. Follow Your Heart
9. Finally Me
10. The Thinner The Eyebrow The Crazier The Woman
11. The Man From Outer Space